# Piotr Paweł Navarro
Piotr Paweł Navarro SJ, wł. Pietro Paolo Navarro (ur. 25 grudnia 1560 w Laino Borgo, zm. 1 listopada 1622 w Shimabarze) – błogosławiony Kościoła katolickiego, męczennik, prezbiter z zakonu jezuitów, ofiara prześladowań antykatolickich w Japonii.

## Życiorys
Pochodził z kalabryjskiej miejscowości Laino Borgo. Do Towarzystwa Jezusowego przyjęty został w Neapolu przez tamtejszego prowincjał Claudio Acquaviva SJ. Studia teologiczne i filozofię ukończył w Makau i tam otrzymał sakrament święceń kapłańskich w 1585 roku. Skierowano go do Japonii gdzie opanowawszy język podjął działalność misyjną. Był pierwszym ewangelizatorem w Iyo, a następnie powołanie realizował w Nagasaki, Ōmurze i Arimie (płd. część Kiusiu, Prefektura Hyōgo). Paweł Kinsuke towarzyszył w posłudze ojcu Piotrowi Pawłowi Navarze. Dekret wydany przez sioguna Hidetada Tokugawę w 1613 roku na mocy którego pod groźbą utraty życia wszyscy misjonarze mieli opuścić kraj, a praktykowanie i nauka religii zostały zakazane zapoczątkował trwające kilka dziesięcioleci krwawe prześladowania chrześcijan. Sytuacja zmusiła go do opuszczenia na krótko japońskich chrześcijan, a po powrocie duszpasterzował ukrywając swoją działalność. W 1621 roku postanowił wbrew niebezpieczeństwu zdemaskowania Boże Narodzenie spędzić z współwyznawcami w Arimie. W drodze został aresztowany i osadzony w Shimabarze. Dzięki życzliwości miejscowego kacyka mógł duszpasterzować miejscowym chrześcijanom i udzielać sakramentów. W tym okresie napisał „Apologia de la fede” i dokonał przekładu dzieła Filippo Spinelli'ego. Mimo planów rządcy Shimabary wywiezienia misjonarza na Filipiny 28 października 1622 roku, na fali eskalacji represji zainicjowanych przez sioguna Iemitsu Tokugawę zapadł wyrok skazujący na śmierć Piotra Pawła Navarro i trzech katechistów. Przed wykonaniem wyroku przyjął do zakonu jezuitów dwóch więzionych katechistów, odprawił mszę i odmawiając Litanię do Wszystkich Świętych 1 listopada przywiązany do pala został żywcem spalony. Po trzech dniach ciała skazańców wrzucono do morza.
Beatyfikowany wśród 205 męczenników japońskich w Rzymie 7 lipca 1867 roku przez papieża Piusa IX. W rodzinnym mieście Piotra Pawła Navarro głównemu placowi nadano jego imię.
Dies natalis jest dniem, kiedy wspominany jest w Kościele katolickim.